# Стецько Дмитро Григорович
Дмитро Григорович Стецько (8 листопада 1943, село Полонне, нині Польща — 6 січня 2017, Тернопіль) — український живописець, скульптор. Чоловік Віри Стецько.

## Життя і творчість
Дмитро Стецько народився в листопаді 1943 року в селі Полонна (нині Польща) у багатодітній родині. 
Дитинство минуло на хуторі Драгоманівка на Тернопіллі. З 1973-го художник мешкав у Тернополі. Закінчив Львівське училище прикладного та декоративного мистецтва ім. Івана Труша. Учителями з фаху були Т. Драган, В. Трофимлюк.
Дмитро Стецько — представник західноукраїнського мистецького андеграунду 1970-80-х, відомий як живописець та скульптор, однак на початку ХХІ сторіччя заявив про себе акварелями.
З 1971 року працює в галузі станкового та монументального живопису, скульптури та графіки. Учасник численних міжнародних та національних виставок. Автор пам'ятників і меморіальних таблиць Іванові Франку, Василеві Стусу, Миколі Лисенку, Романові Купчинському, Іванові Горбачевському, Ярославові Стецьку. Учасник реставрації Тернопільського академічного музично-драматичного театру (1979). Член редколегії журналу «Образотворче мистецтво» (1992—1995), дорадчої ради альманаху «Артанія» (1996—1999), член журі Міжнародної виставки сучасного українського мистецтва бієнале «ПАН-Україна» (Дніпропетровськ). 
Паралельно із сюжетно-тематичним живописом Дмитро Стецько працював у жанрі портрета. Він вивчав архівні матеріали, щоб ближче дізнатися про героїв своїх картин, серед яких Дмитро Вишневецький (1981, 1990), княгиня Ольга (1987), князь Володимир (1984), Анна-Ярославна (1991), князь Василько Теребовлянський (1992), гетьман Іван Мазепа (1992), король Данило Галицький (2004).
У перші роки Незалежності України Дмитро Стецько ініціював створення Національної Асоціації Мистців (заступник голови НАМу), член Національної Спілки художників України з 1990 року. У 1993 році вийшов з НСХУ за власним бажанням (вимагав люстрації для митців, що співпрацювали з тоталітарним режимом), лауреат тернопільської обласної мистецької премії імені Михайла Бойчука, премії редакції журналу «Образотворче мистецтво» — за найкращий твір на Міжнародному бієнале українського образотворчого мистецтва «Львів — Відродження», організатор і перший голова гурту художників «Хоругва»(1990). 

## Персональні виставки
- Львівська галерея мистецтв(1989),
- виставковий зал Спілки художників України, Київ (1989),
- Галерея Канадсько-Української Мистецької Фундації, Торонто /Канада (1985),
- Хмельницький художній музей (1997, 2008),
- Національний музей у Львові (1999, 2010),
- Національний художній музей України (2000, 2010),
- Музей-заповідник Тараса Шевченка, Канів (2000),
- Музей західного та східного мистецтва, Одеса (2001),
- Галерея «36», Київ (2001),
- Івано-Франківський художній музей (2008),
- Галерея Волинської організації НСХУ, Луцьк (2010),
- Рівненський обласний краєзнавчий музей (2010).

## Твори Дмитра Стецька у світових колекціях
- Національний художній музей України (Київ),
- Львівська картинна галерея,
- Канівський музей-заповідник Тараса Шевченка,
- Національний музей імені Андрея Шептицького (Львів),
- Літературно-меморіальний музей Івана Франка (Львів),
- Музей гетьмана Івана Виговського (с. Руда, Львівська обл.),
- Галерея Канадсько-української мистецької фундації (Торонто, Канада),
- Івано-Франківський художній музей,
- Хмельницький обласний художній музей,
- Одеський художній музей,
- Тернопільський обласний краєзнавчий музей,
- Рівненський обласний краєзнавчий музей,
- Галерея Ліцею гуманітарних наук (Київ),
- Галереї «36» (Київ),
- Галерея Атланта (США),
- приватні збірки та галереї України, США, Канади, Італії, Франції, Німеччини, Австрії, Чехії, Словаччини, Польщі.

## Вшанування пам'яті
- На Алеї зірок на вулиці Гетьмана Сагайдачного в Тернополі встановлено зірку Віри та Дмитра Стецьків (2017).[1]